# Jan Kulas (Politiker, 1957)
Jan Edward Kulas (* 21. Juli 1957 in Kościerzyna) ist ein polnischer Politiker (Solidarność, AWS, PO) sowie in den Jahren von 1991 bis 1993, 1997 bis 2001, 2007 bis 2011 und 2015 Abgeordneter des Sejm in der I., III., VI. und VII. Wahlperiode.

## Leben und Beruf
Jan Kulas schloss 1980 ein Studium der Geschichtswissenschaft ab. Anschließend war bis zu deren Verbot hauptamtlich für die unabhängige Gewerkschaft Solidarność tätig. 2012 wurde er Assistent des Europaabgeordneten Jan Kozłowski.

## Politik
Kulas engagierte sich ab 1980 in der unabhängigen Gewerkschaft Solidarność. Bei der ersten vollständig freien Parlamentswahl 1991 wurde er auf der Liste des Wahlkomitees der Solidarność erstmals in den Sejm gewählt. Da das Wahlkomitee bei der Parlamentswahl 1993 mit 4,9 % der Stimmen an der neu eingeführten 5-%-Hürde scheiterte, schied er aus dem Sejm aus. Bei der Wahl 1997 wurde er auf der Liste des Wahlbündnisses Akcja Wyborcza Solidarność (AWS), an dem sich das Wahlkomitee der Solidarność beteiligt hatte, erneut in das Parlament gewählt. Nach der Parlamentswahl 2001 schied er allerdings wieder aus dem Sejm aus, nachdem die AWS mit 5,6 % der Stimmen an der 8-%-Hürde für Wahlbündnisse gescheitert war. Von 1998 bis 2007 gehörte er dem Sejmik der Woiwodschaft Pommern an. Dabei wurde er bei den Selbstverwaltungswahlen 1998 für die AWS sowie 2002 und 2006 für die Platforma Obywatelska (PO), der er inzwischen beigetreten war, gewählt. Bei der Parlamentswahl 2007 kehrte er dann für die PO in den Sejm zurück. Bei der Wahl 2011 scheiterte er zunächst. Auch bei der Europawahl 2014 konnte er kein Mandat gewinnen. Dagegen wurde er bei den Selbstverwaltungswahlen 2014 in den Kreistag des Powiat Tczewski gewählt. Am 4. Januar 2015 rückte er für Sławomir Nowak, der sein Mandat niedergelegt hatte, in den Sejm nach. Er konnte sein Mandat jedoch bei der Parlamentswahl 2015 erneut nicht verteidigen. Er wurde aber 2018 wiederum in den Kreistag des Powiat Tczewski gewählt. Bei der Sejmwahl 2019 bemühte er sich vergeblich um die Rückkehr in das Parlament. 2021 wurde er aus der PO ausgeschlossen, da er sich gegen den Starosten des Powiat Tczewski gestellt habe. Bei den Selbstverwaltungswahlen 2024 kandidierte er mit seinem eigenen Wahlkomitee für den Stadtrat von Tczew, wurde aber nicht gewählt.